# 자이로마이트
《자이로마이트》(Gyromite)는 1985년 닌텐도에서 패미컴 로봇 대용으로 발매한 패밀리 컴퓨터용 비디오 게임이다.